# Marco Gradoni
Marco Gradoni (Roma, 24 marzo 2004) è un velista italiano.
È diventato il primo velista Optimist della storia a vincere tre titoli mondiali consecutivi (2017, 2018 e 2019). Grazie a questi risultati, Gradoni ha ricevuto il Rolex World Sailor of The Year Award nel 2019, il più prestigioso riconoscimento conferito ai velisti da Federazione Internazionale della Vela, diventando a soli 15 anni il vincitore più giovane di sempre.
Nel 2020 inizia un nuovo percorso sportivo nel doppio giovanile della classe 29er facendo il suo debutto nella prima tappa dell'EuroCup.
Dal 2021 compete nella classe mista 470 come skipper assieme ad Alessandra Dubbini vincendo subito l'europeo e il mondiale juniores 470 misti 2021.
Nel 2022 entra a far parte del team di Luna Rossa Prada Pirelli, unico equipaggio italiano a partecipare alla 37ª edizione dell'America's Cup a Barcellona. Gradoni è uno dei quattro timonieri - insieme a James Spithill, Francesco Bruni e Ruggero Tita - selezionati dallo skipper Max Sirena. A febbraio 2024 viene ufficializzata la sua convocazione anche per l’equipaggio Under 25 della Youth America's Cup. Il 24 settembre 2024, insieme a Gianluigi Ugolini, Federico Colaninno e Rocco Falcone, vince la terza edizione della competizione rivolta ai giovani.

## Premi e riconoscimenti
- Rolex World Sailor of The Year Award: 2019